# Roch Le Baillif
Pour les articles homonymes, voir Baillif (homonymie).
Roch Le Baillif, sieur de la Rivière, né en 1540 à Falaise (Calvados) et mort le 8 janvier 1598 à Rennes, est un alchimiste français de la Renaissance, médecin français, influencé par le paracelsisme. Il fut poursuivi pour sa pratique de la médecine contraire aux enseignements de la Sorbonne. Il est souvent confondu dans les ouvrages avec le médecin Jean Ribit de la Rivière.

## Biographie

### Origine
Le Baillif fait des études de médecine, en partie, du moins, à l’université de Caen.

### Famille
Il est marié successivement:
- avec Françoise Poret[5], décédée avant 1583, dont il eut deux enfants ;
- avec Jeanne Riou[6], dont il eut une fille. En 1689, Roch Le Baillif qui se disait sieur de la Rivière, était époux de Jeanne Riou alors âgée de 35 ans, avccq lui demeurante en ceste ville de Rennes.

Il avait aussi un fils appelé Sainct Martin et capitaine d'une compagnie. Jacques Le Baillif, sieur de Saint-Martin, fut un capitaine ligueur des plus actifs. Le 26 avril 1598, un brevet en parchemin donné à Nantes atteste que Saint-Martin est homme d'armes dans la compagnie de Gabriel de Goulaine, lieutenant sous le duc de Vendôme.

### Médecin des Rohan
Protestant, il devient en 1573, médecin d’Henri Ier de Rohan le Goutteux, en son Château de Blain. Malgré ses soins, ou à cause de ses soins, selon ses adversaires, Henri de Rohan meurt en 1575 de la Goutte et de la gravelle. Le Vray discours des interrogatoires composé contre Le Baillif lui reproche son traitement médical. Le séjour de Le Baillif dans la famille de Rohan est terminé, par un événement de caractère tragique, dont le détail reste inconnu.

Le blason à 7 macles de la Maison de Rohan
Le blason à 9 macles de la Maison de Rohan

C'est à cette époque qu'il entreprend une petite expédition scientifique qu'il consignera dans le Petit traité de l'antiquité et singularités de Bretagne Armorique. Il n'y a pas lieu de penser qu'il ait encouru la disgrâce définitive des Rohan, car il dédie en 1591 son Traité de la briefve vie au
très jeune Henri II de Rohan, et dès 1577-1578, dédier solennemment le Demosterion à Louis de Rohan l'aveugle ni parsemer le Petit traité de l'antiquité et singularités de Bretagne Armorique de flatteries à l'adresse de la famille de Rohan.

### Bretagne
La mort d’Henri Ier de Rohan le laisse sans protecteur, il réside alors à Rennes.
C'est à Rennes qu'il rédige le Petit traité de l'antiquité et singularités de Bretagne Armorique, et c'est là aussi qu'il entreprend la publication d'une série d'ouvrages dont l'un, le Demosterion manifeste de son paracelsisme, et lui vaudra les censures de la Faculté de médecine de Paris. Il y fréquente alors Noël du Fail, Bertrand d'Argentré et les membres du parlement de Bretagne.
En 1577, il est introduit auprès de duc de Mercœur, frère de la reine Louise de Vaudémont et beau-frère du roi. Didier Khan le taxe d'opportunisme dans ses choix politiques et religieux.

### Paris
À la suite des événements liés sans doute aux Guerres de religion, on le trouve à Paris au début de 1578. En février 1578, il s'installe à Paris, sur le pont Saint-Michel. Sa clientèle est abondante, et comprend des personnages haut placés. Il avait alors rédigé ou préparé plusieurs opuscules qu'il fit imprimer un peu plus tard. L'un d'eux, relatif à la comète du 10 novembre 1577, fut publié isolément. Il fait publier alors Demosterion, en français et en latin.
Dès les premiers mois de 1578, il a des démêlés avec la justice : on lui reproche d'avoir, au cours du Carême 1578, mangé un pâté de veau à la conciergerie du Palais ; il est nommé dans un procès de fausse-monnaie en janvier 1579.

### Lutte avec la Faculté de médecine
Malgré tous ses tracas et ses interruptions de travail, il en vint au bout de six mois à être considéré par la Faculté de médecine comme un adversaire redoutable contre lequel il fallait sévir. La Faculté de Médecine l'accuse alors de pratiquer une médecine illégale, notamment pour son Demosterion, publié en français et en latin.
Les doyens de la Faculté, Claude Rousselet, ami de Jacques Grévin, le médecin-mathématicien Henri de Monantheuil lui font un procès retentissant. Il cherche d'abord à s'en abstraire. Il est alors menacé par Augustin de Thou (le frère aîné de Jacques Auguste de Thou) de ne plus exercer son art et d'être jugé in abstentia.
Le procès solennel a lieu le 30 avril 1579. Après de longs débats, un arrêt du Parlement du 2 juin 1579 interdisait à Roch Le Baillif, sieur de la Rivière, de pratiquer la médecine dans la ville de Paris, etiam inter volentes. Dans cette affaire, la Faculté et l'Université eurent pour avocats René Chopin et Jean Chouart, auxquels il faut joindre l'avocat du roi Barnabé Brisson, qui soutint l'accusation. Le Baillif est défendu par Défendu par François Chauvelin et Étienne Pasquier.
Le Baillif, paracelsien, auteur de l'alchimique Demosterion, qui passait pour une sorte de mage, et duquel il prétendit triompher. Baillif, médecin du roi, se réclamait de Paracelse et non de Gallien, il avait des appuis puissants.
Baillif finit par éviter toute condamnation. On a cru longtemps que la Faculté avait obtenu gain de cause. Il semble cependant que l'interdiction d'exercer prise contre lui fut provisoire. Attaché au duc de Mercœur, ce médecin bénéficiait, en outre, du soutien populaire et le jugement du 2 juin 1579 qui lui interdit toute pratique ne fut jamais appliqué.
En 1579, Baillif publie pour sa défense son Sommaire traicté apologic en forme de Defence . Il se dit alors « Conseiller et médecin du Roy mais aussi du Duc de Mercœur ».Un mois plus tard, la faculté lui répond par l'impression de son Vray discours chez Pierre Lhuillier puis trois autres ouvrages, de Courtin, de Prébonneaux et d'André du Breil, demandant au roi de faire la police parmi les pratiques médicales des "charlatans".
En mars 1580, une épidémie de peste, se déclare à Paris. En juin, Baillif publie un traité sur les remèdes à la Peste, réclamé par le duc de Mercœur, atteint comme le roi de coqueluche. Par la suite, on pense que Baillif partit de Paris, entre juillet et août 1580, sans doute chassé de la capitale par l'épidémie. On le retrouve alors à Rennes.

### Retour à Rennes
Il installe dès lors à Rennes,et se livre à la médecine chimique et de médecine, y compris l'orthopédie. Il sait louvoyer entre le parti du Roi et la Ligue, et ne fait pas état de protestantisme, sauf quand nécessaire. Il  devient médecin officiel du Parlement de Bretagne en 1588.
En 1591, il demeure toujours à Rennes, où il publie trois fois contre la fièvre, dédiant ses œuvres au jeune fils de Catherine de Parthenay. Il prend le titre de médecin du Roy, en tête de son livre de la brièveté de la vie des Princes, et cependant le Parlement de Paris lui avait interdit le séjour à Paris.

## Les conséquences du procès Baillif
En 1579, Ambroise Paré, retranche de ses ouvrages ce qui pouvait déplaire à la Faculté. Mais dès 1580, les idées de Baillif sont reprises par Jacques Fontaine. Elles ouvrent en fait la voie à la branche des chimistes, médecins qui seront en vogue à la cour d'Henri IV, Bernard Gilles Penot, Claude Dariot, et surtout Turquet de Mayerne.

## Œuvres
- Brief discours sur la signification véridique du Comète apparu en Occident le 10 novembre 1577. Rennes, Jean Le Gascon, 1577, in-8°, fig. sur bois ;
- Le Démostérion de Roch Le Baillif Edelphe médecin spagiric auquel sont contenus Trois cens Aphorismes Latins et François. Sommaire véritable de la Médecine Pamcelsique.... Rennes, Pierre Le Bret, 1578. Le Demosterion de Roch le Baillif  edelphe medecin spagiric, auquel sont contenuz trois cens Aphorismes latins et français. Sommaire véritable de la médecine Paracelsique, extraicte de luy en la plupart par ledict Baillif
- Petit traité de l'antiquité et singularités de Bretagne Armorique. En laquelle se trouve bains curons la Lepre, Podagre, Hydropisie, Paralisie, Ulcères et autres maladies... 1577. Ce traité fait partie du Démostérion mais se trouve séparé du reste par un titre particulier celui ci-dessus) qui occupe la page 161.  La dernière ligne du volume porte : Fin du labeur demosteric du sieur de la Rivière, médicin.
- Responsio ad quæstiones propositas a Medicis Parisiensis, à Paris, en 1579.
- Sommaire traicté apologic en forme de Defence de Roc Le Baillif Sieur de La Rivière Conseiller et Medecin Ordinaire du Roy et de Monseigneur Duc de Mercœur, aux demandes des docteurs, et Faculté de medecine de Paris, Abel L'Angelier, Paris, 1579 in-8° ;
- Premier Traicté de l'homme et son essentielle anatomie avec les Elemens et ce qui est en eux à Paris, chez Abel l’Angelier, en 1580.
- Traicté du remede à la peste, charbon et pleuresie, et du moyen de cognoistre quel Element les excite, et les hommes qui pour le temps y sont assbjettiz, Abel L'Angelier, Paris, 1580
- Briefve démonstration de la cause des fiebvres, varieté d’opinions, et contradiction sur icelles, Rennes, Michel Logeroys, 1591.
- Traite de la cause de la briefve vie de plusieurs Princes et Grands, et le moyen d'y pourvoir. Faict en faveur de Monseigneur de Rohan, de Par Roch Le Baillif, sieur de la Rivière, conseiller et médecin du Roy et de sa Court de Parlement de Bretaigne, etc. Rennes, Michel Logeroys, 1591
- La conformité des médecines, Rennes, 1592[22].